# Sociale rol
De sociale rol betreft de verwachtingen en voorschriften over het gedrag, handelen en de attitude die horen bij een bepaalde sociale positie en bepaalt daarmee de sociale structuur. Bij elk van deze posities worden gedragswijzen en kwaliteiten verwacht en mogelijk zelfs een bepaald type persoon. De antropoloog Ralph Linton maakte onderscheid tussen sociale status en sociale rol, waarbij de eerste relatief statisch is en de rol dynamisch.
De sociale rol is een belangrijk begrip in de sociologie en vooral in het functionalisme. Hier is de functie van de rol dat verwachtingen los kunnen staan van persoonlijkheid en omstandigheden.
Een klassiek werk over de sociale rol is inmiddels het boek Homo Sociologicus van Ralf Dahrendorf uit 1959.